# Frenci Uher
Frenci Uher, född Franziska Cäcilie Uherova 7 juni 1923 i Wien, Österrike, död 28 oktober 2009 i Kullavik, Kungsbacka kommun, var en svensk skådespelare och författare.
Hon filmdebuterade 1943 i Gustaf Molander Ordet i en okrediterad roll som en kvinna på ett läsemöte. Debuten följdes av medverkan i Molanders Den osynliga muren (1944), där hon spelade en snyftande kvinna på en transportbil, och i Ragnar Falcks Släkten är bäst (1944), där hon spelade en student.
1991 utgav Uher, under efternamnet Erikson, sin första och enda bok Min judiska moder, på Albert Bonniers Förlag.

## Filmografi
- 1943 – Ordet
- 1944 – Den osynliga muren
- 1944 – Släkten är bäst

## Teater

### Roller
| År   | Roll        | Produktion                          | Regi             | Teater      |
| ---- | ----------- | ----------------------------------- | ---------------- | ----------- |
| 1943 | Husjungfrun | Måsen (Чайка, Tjajka) Anton Tjechov | Per-Axel Branner | Nya Teatern |

### Fotnoter
1. ↑  ”Frenci Uher”. Svensk Filmdatabas. http://sfi.se/sv/svensk-filmdatabas/Item/?type=PERSON&itemid=195193&ref=%2ftemplates%2fSwedishFilmSearchResult.aspx%3fid%3d1225%26epslanguage%3dsv%26searchword%3duher%26type%3dPerson%26match%3dBegin%26page%3d1%26prom%3dFalse. Läst 27 oktober 2012.
2. 1 2  Erikson, Frenci (1991). Min judiska moder. Stockholm: Bonnier. Libris 7148683. ISBN 91-0-055204-6
3. ↑  ”Ordet”. Svensk Filmdatabas. http://sfi.se/sv/svensk-filmdatabas/Item/?itemid=4047&type=MOVIE&iv=Contributors. Läst 27 oktober 2012.
4. ↑  ”Den osynliga muren”. Svensk Filmdatabas. http://sfi.se/sv/svensk-filmdatabas/Item/?itemid=4067&type=MOVIE&iv=Contributors. Läst 27 oktober 2012.
5. ↑  ”Släkten är bäst”. Svensk Filmdatabas. http://sfi.se/sv/svensk-filmdatabas/Item/?itemid=4054&type=MOVIE&iv=Contributors. Läst 27 oktober 2012.
6. ↑  ”Måsen”. Musik- och Teaterbiblioteket. https://calmview.musikverk.se/CalmView/Record.aspx?src=CalmView.Performance&id=PERF13999&pos=964. Läst 12 mars 2025.